# Oak Leaf
Oak Leaf és una població dels Comtat d'Ellis (Texas) a l'estat de Texas. Segons el cens del 2000 tenia 1.209 habitants.

## Demografia
Segons el cens del 2000, Oak Leaf tenia 1.209 habitants, 401 habitatges, i 364 famílies. La densitat de població era de 203 habitants/km².
Dels 401 habitatges en un 39,7% hi vivien nens de menys de 18 anys, en un 81,5% hi vivien parelles casades, en un 7% dones solteres, i en un 9% no eren unitats familiars. En el 7,2% dels habitatges hi vivien persones soles el 2,2% de les quals corresponia a persones de 65 anys o més que vivien soles. El nombre mitjà de persones vivint en cada habitatge era de 3,01 i el nombre mitjà de persones que vivien en cada família era de 3,15.
Per edats la població es repartia de la següent manera: un 27,3% tenia menys de 18 anys, un 6,5% entre 18 i 24, un 26,1% entre 25 i 44, un 32,5% de 45 a 60 i un 7,5% 65 anys o més.
L'edat mediana era de 41 anys. Per cada 100 dones de 18 o més anys hi havia 102,1 homes.
La renda mediana per habitatge era de 80.274$ i la renda mediana per família de 81.824 $. Els homes tenien una renda mediana de 51.522 $ mentre que les dones 32.500 $. La renda per capita de la població era de 28.327 $. Aproximadament l'1,7% de les famílies i el 2,3% de la població estaven per davall del llindar de pobresa.

## Poblacions properes
El següent diagrama mostra les poblacions més properes.